# میکه‌پرچ
میکه‌پرچ (به مجاری:  Mikepércs) یک منطقهٔ مسکونی در مجارستان است که در ناحیه درچکه واقع شده‌است. میکه‌پرچ ۳۶٫۹۳ کیلومتر مربع مساحت و ۳٬۵۲۰ نفر جمعیت دارد.